# Loxioda ochreifascia
Loxioda ochreifascia är en fjärilsart som beskrevs av George Francis Hampson 1891. Loxioda ochreifascia ingår i släktet Loxioda och familjen nattflyn. Inga underarter finns listade i Catalogue of Life.